# Lacanobia postaliena
Lacanobia postaliena là một loài bướm đêm trong họ Noctuidae.